# いなべインターチェンジ
いなべインターチェンジ（いなべインターチェンジ）は、三重県いなべ市にある東海環状自動車道のインターチェンジである。2025年（令和7年）3月29日にETC専用料金所として供用開始された。

## 歴史
- 2024年（令和6年）8月5日 : IC名称が「北勢IC（仮称）」から「いなべIC」に正式決定[3]。
- 2025年（令和7年）3月29日 : いなべIC - 大安IC間の開通に伴い、ETC専用として供用開始[2]。
- 未定 : 養老IC - いなべIC間 開通予定[注釈 1][4]。

## 周辺
- いなべ市役所
- パロマ北勢工場
- 三重北医療センターいなべ総合病院

## 接続する道路
- 三重県道5号北勢多度線

## 料金所
- ブース数 : 5

レーン運用は、メンテナンスなどの事情によって変更される場合がある。

### 入口
- ブース数 : 2
  - ETC/サポート : 1
  - ETC専用 : 1

### 出口
- ブース数 : 3
  - ETC専用 : 2
  - サポート : 1

## 隣
C3 東海環状自動車道
(17) 養老IC - 海津PA/スマートIC（事業中） - 北勢PA（事業中） - (18) いなべIC - (19) 大安IC